# Himalayacetus
Himalayacetus – wymarły rodzaj ssaka, prymitywnego walenia.
Skamieniałości nieznanego wcześniej zwierzęcia znaleźli A. Sahni, J.-J. Jaeger, V. Courtillot i E. Buffetaut w trakcie badań prowadzonych w ramach wspólnego projektu Uniwersytetu Pendżabu i Uniwersytetu w Montpellier w Indiach, w stanie Himachal Pradesh, w górach pasma Himalaje Małe, dokładniej Simla i Kuthar Nala. Współrzędne lokalizacji typowej podawane są 30° 58′ 54″ N, 76° 58′ 36″ E. Znajdują się tam perłonośne wapienie budujące formację Subathu, leżącą niżej od formacji Kuldana, w której znajdowano pozostałości dawnych waleni, jak Pakicetus czy opisany w 1996 Ambulocetus. Holotyp obejmuje lewą kość zębową z trzonowcami drugim i trzecim. Spoczywały one w środkowej warstwie formacji Subathu, 100 m poniżej skał formacji Kuldana-Karakot, w których znaleziono Pakicetus. Przekłada się to na jakieś 3,5 miliona lat wcześniej. Tak więc zwierzę żyło 53,5 miliona lat temu, czyli w eocenie. Ponieważ nowe znalezisko również zaliczono do prawaleni, przenosi ono o te kilka milionów lat wcześniej ich znany początek, wspiera również hipotezę, wedle której ewolucja waleni zaczęła się na dekańskich wybrzeżach oceanu Tetydy.
Budowa znalezionego trzonowca wskazuje na przynależność do prawaleni. Nieobecność kanałów żuchwy wskazuje na pierwotnego prawalenia, z rodziny Pakicetidae. Na podstawie wielkości zębów rozmiar zwierzęcia szacuje się podobnie jak w przypadku Pakicetus.
Bajpai i Gingerich zaliczyli więc odkryte przez siebie zwierzę do waleni. W obrębie tego rzędu umieścili go w podrzędzie prawaleni, grupie waleni, z której prawdopodobnie wywodzą się 2 pozostałe podrzędy, fiszbinowce i zębowce. W obrębie prawaleni kreatorzy zaliczyli rodzaj do rodziny Pakicetidae. Późniejsi autorzy umieszczali go raczej w rodzinie Ambulocetidae.
Badacze nadali nowemu rodzajowi nazwę Himalayacetus. Słowo Himalaya wywodzi się z sanskrytu i oznacza miejsce śniegu. Z kolei cetus wywodzi się z greki, od gr. κητος kētos, występującego także z nazwach innych waleni, jak Ambulocetus, i które tłumaczy się na „wieloryb, potwór morski”. W rodzaju badacze umieścili pojedynczy gatunek, który nazwali H. subathuensis. Jego epitet odnosi się od nazwy formacji, w skałach której znaleziono pozostałości zwierzęcia.
Himalayacetus był zwierzęciem ziemno-wodnym. Zamieszkiwał w eocenie wybrzeża Oceanu Tetydy. Żywił się rybami.